# Ypthimomorpha pluriocallata
Ypthimomorpha pluriocallata är en fjärilsart som beskrevs av Embrik Strand 1913. Ypthimomorpha pluriocallata ingår i släktet Ypthimomorpha och familjen praktfjärilar. Inga underarter finns listade i Catalogue of Life.